# Казе Патерлини (Ређо Емилија)
Казе Патерлини је насеље у Италији у округу Ређо Емилија, региону Емилија-Ромања.
Према процени из 2011. у насељу је живело 21 становника. Насеље се налази на надморској висини од 62 м.